# Отворено првенство Словеније у тенису 2007.
Отворено првенство Словеније 2007. је трећи тениски турнир који се игра у Порторожу у Словенији. Турнир који је игран од 17. септембра - 23. септембра 2007. године био је IV категорије са наградним фондом од 145.000 долара. Играо се на отвореним теренима Спортског центра у Порторожу са тврдом подлогом и учешћем 32 тенисерке из 12 земаља у појединачној конкреницији и 16 парова са тенисеркама из 17 земаља.

## Победнице

### Појединачно
Татјана Головин —  Катарина Среботник 2-6, 6-4, 6-4
- Ово је за Татјану Головин била друга ВТА титула у каријери.

### Парови
Луција Храдецка/  Рената Ворачова —  Андреја Клепач/ Јелена Лиховцева 5-7, 6-4, 10-7
- За Луцију Храдецку ово је била 3 ВТА титула у игри парова а Ренату Ворачеву четврта у каријери.